# Thomas Brok
Thomas Brok (Drunen, 27 oktober 1993) is een Nederlandse youtuber, presentator, podcaster en ondernemer. Brok is een terugkerend gezicht op NPO Zapp en tevens de oprichter van online jongensgroep Spaze en amusementsplatform Teenmag.

## Biografie

### Jeugd
Brok groeide op in Drunen, Noord-Brabant, samen met zijn broer en ouders. Hij ging naar het d'Oultremontcollege te Drunen, waar hij zijn VWO examen afrondde. Hier monteerde hij tijdens een CKV les zijn eerste video. Tussen de 5e en 6e klas woonde Brok een jaar in Nashville, USA voor een uitwisselingsproject, tijdens zijn verblijf volgde Brok theater en speech lessen aan zijn Highschool, ook maakte hij onderdeel uit van het schoolkoor. In datzelfde jaar begon hij met het volgen van Amerikaanse en Britse YouTubers, wat hem uiteindelijk zou inspireerde om zelf een YouTube kanaal te beginnen.

### Studie
Brok verhuisde in 2013 naar Amsterdam om daar de bachelor Media en Cultuur te volgen aan de Universiteit van Amsterdam. Brok rondde later de Engelstalige master New Media & Digital Culture af.  

### YouTube
Brok uploadde zijn eerste video's van december 2012 tot en met maart 2014 op het Engelstalige YouTube kanaal BoredomTom. Toen hij viraal ging in Nederland met een 'Studenten Lokroep' en later met een video waarin hij zijn Amerikaanse vrienden het nummer 'Drank en Drugs' liet zingen, besloot Brok een Nederlandstalig kanaal te starten.
Op 16 maart 2015 lanceerde hij zijn nieuwe Nederlandse kanaal genaamd KORTHOM. Brok maakte in 2017 een explosieve groei mee toen hij begon met het maken van videos, waarin hij samen met andere jongens liefdesadvies gaf aan meiden en voorlas uit GIRLZ magazine. In 2019 veranderde hij zijn YouTube kanaal van naam naar 'Teenmag', omdat hij een nieuw kanaal oprichtte voor zijn KORTHOM-video's en het oude kanaal wilde wijden aan video's behorende tot het gelijknamige entertainment platform Teenmag. 
In 2019 behaalde Brok de nationale media met zijn interview serie #SCHOOLTOUR. Hij interviewde in Purmerend een jongen genaamd Kyan Korff, waarvan het fragment viral ging om de uitspraak 'Altijd herres wanneer ik een broodje aan het eten ben'. Hierop volgend besloten zij samen een lied en videoclip uit te brengen: Snel Gaan . In datzelfde jaar won Brok een Hashtag Award voor 'Beste Creator Video' voor zijn video 'Doen alsof ik op Lowlands ben vanaf Hawaii'.
Jongensgroepen Verknipt & Spaze
Op 21 maart 2016 lanceerde Brok samen met collega's YouTubers Bradley Braafhart, Jeroen van Holland en Gerenzo Slingerland een online jongens groep genaamd 'Verknipt', deze groep plaatste elke werkdag een video op YouTube gericht op tienermeiden. De groep viel wegens onbekende redenen na 5 maanden uit elkaar.
In juni 2017 startte Brok een nieuwe, soortgelijke jongensgroep genaamd Spaze, samen met Danny Dorland, Levy Janssen en Mats van der Graaf. los van de entertainment was deze groep volgens Brok bedoeld als 'springplank voor nieuw talent'. De formatie bleek een groot succes en behaalde binnen een jaar de 65.000 abonnees op YouTube. Toen de groep na 1 jaar uit elkaar ging, trad Brok naar de achtergrond als oprichter en manager. 
In 2018 maakte Brok met Spaze de eerste YouTube talentenjacht van Nederland: Spaze zoekt Spaze. Deze talentenjacht werd gepresenteerd door Fleur Verwije en Marije Zuurveld. In de jury namen content creators Stefan de Vries, Quinty Misiedjan en Brok zelf plaats. Uiteindelijk wonnen Sem van Dijk, Tim van Drie, Melle Schram, Sem Colee en Khalid van der Sande de talentenjacht. Hierop volgde een periode van grote populariteit onder de doelgroep, dit zorgde voor meerdere publicaties, televisie appearances en VEED nominaties. De opvolgende jaren wisselde de groep regelmatig gedeeltelijk van formatie. Tijdens de COVID pandemie trok Brok voorlopig de stekker uit het concept, maar sluit niet uit dat het ooit nog terugkomt.
Teenmag
Na het succes van zijn video's, waarin hij voor las uit meidenmagazine, besloot Brok zelf een online meidenmagazine te starten onder de naam Teenmag. Teenmag is in enkele jaren uitgegroeid tot een vooraanstaand amusementsplatform voor jongeren. Teenmag telde op het moment van schrijven op YouTube, TikTok en Instagram respectievelijk 201.000, 226.000 en 75.000 volgers.  

## Filmografie
Brok was te zien in verschillende televisieprogramma's en films:
2019
- Rol/cameo in de film Brugklas: de tijd van m'n leven als pizzabezorger
- Te gast bij Zapp Live

2020
- Te gast Kids Top 20 met eigen liedje 'Snel Gaan'
- Bijrol in de serie Bruglas als 'Jeremy Coolcast'
- Te gast bij Betreden Op Eigen Risico (NPO Zapp)
- Verslaggever groene loper bij de Zapp Awards 2020.
- Side kick Zapplive, 2 afleveringen

2021
- Sidekick Zapplive, 2 afleveringen
- Te gast bij Zapplive
- socialmediacoach in het programma van Herman den Blijker getiteld Crisis in de Tent op SBS6.

2022
- Hoofdrol in de interactieve film Op de vlucht met Tim en Thomas, Zapp Detective.
- Deelname aan De Alleskunner VIPS seizoen twee, waarin hij eindigde op de 5e plek van de 55 deelnemers.[8]
- Deelname aan het Amazon Prime-programma Killer Camp. Hier had Brok de rol van moordenaar/mol. Hij werd niet ontmaskerd en ging naar huis met de kamppot.[9]
- Deelname aan Waku Waku (NPO Zapp), hij behaalde de tweede plek.
- Deelname aan Crazy Kitchen (NPO Zapp), Thomas vormde samen met Marije Zuurveld een team, zij wonnen het programma.
- Deelname aan De Slimste Mens (KRO-NCRV); 1 aflevering

2023
- Bijrol als John in de bioscoopfilm De Tatta's 2.[10]